# Díaz (khu tự quản)
Díaz là một khu tự quản thuộc bang Nueva Esparta, Venezuela. Thủ phủ của khu tự quản Díaz đóng tại San Juan Bautista. Khự tự quản Díaz có diện tích 141 km2, dân số theo điều tra dân số ngày 21 tháng 10 năm 2001 là 47257 người.